# Ludwig zu Sayn-Wittgenstein-Hohenstein

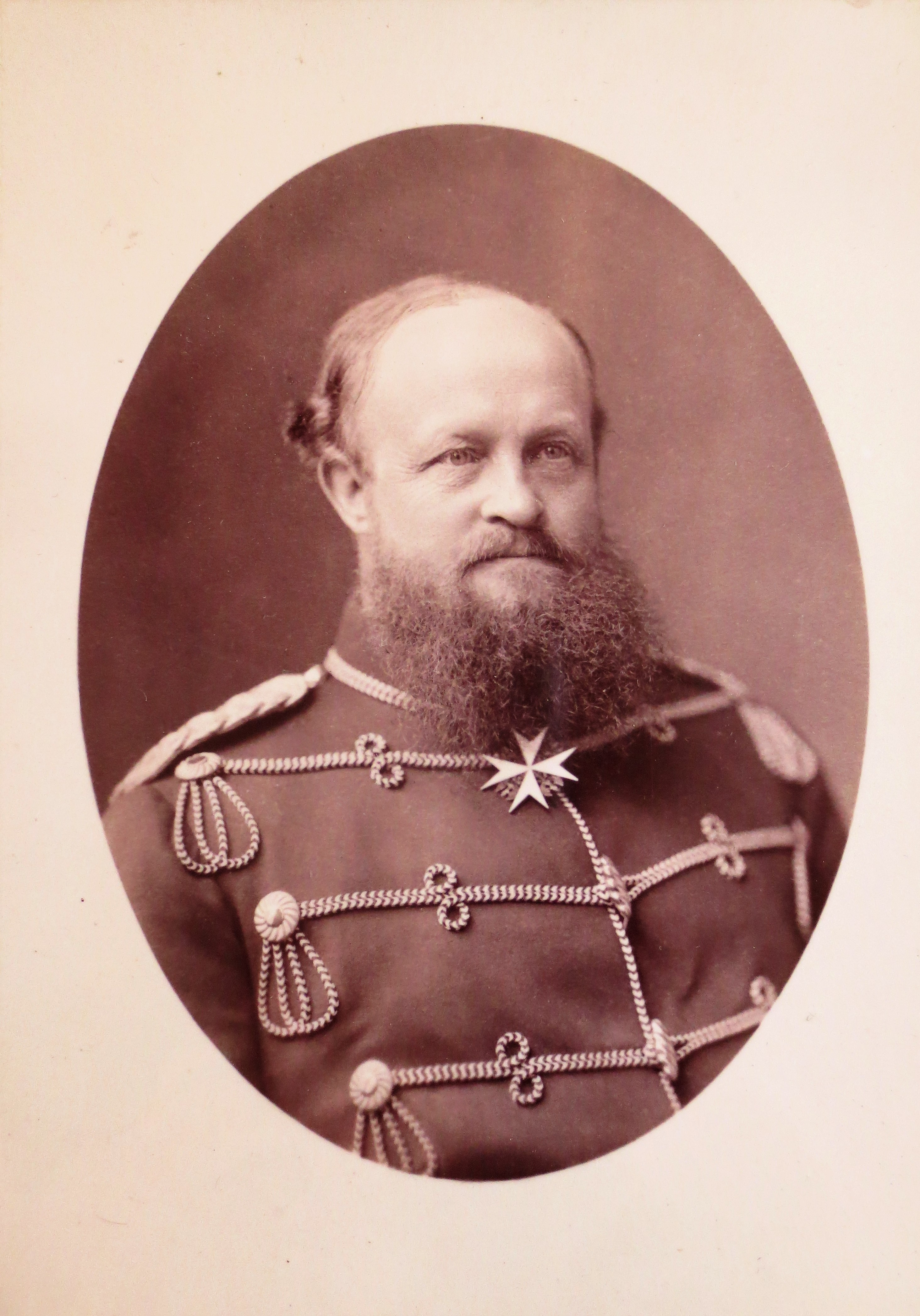
Fürst Ludwig zu Sayn-Wittgenstein-Hohenstein, ca. 1880.

Fürst Ludwig zu Sayn-Wittgenstein-Hohenstein (* 20. November 1831 in Hailer; † 6. April 1912 auf Schloss Wittgenstein) war ein deutscher Standesherr.

## Leben
Johann Ludwig Friedrich Wilhelm Adolf Alexander Karl war das dritte Kind und der erstgeborene Sohn von Alexander zu Sayn-Wittgenstein-Hohenstein und seiner Frau Amalia geb. Gräfin zu Bentheim-Tecklenburg-Rheda. Er besuchte die Erziehungsanstalt Schnepfenthal und die Ritterakademie (Liegnitz). Sein Studium absolvierte er an der Ruprecht-Karls-Universität Heidelberg und der Rheinischen Friedrich-Wilhelms-Universität Bonn. 1853 wurde er Mitglied des Corps Borussia Bonn. Danach diente er in der Kavallerie der Preußischen Armee, wo er zuletzt als Major à la suite gestellt war. Nach dem Tod des Vaters folgte er ihm 1874 als 3. Fürst zu Sayn-Wittgenstein-Hohenstein. Er war Chef des Hauses Sayn-Wittgenstein-Hohenstein und Senior des Fürstlichen und Gräflichen Gesamthauses Sayn und Wittgenstein. Ab 1876 war er als Besitzer der ehemals reichsunmittelbaren Grafschaft Wittgenstein (Anteil Hohenstein) erbliches Mitglied des Preußischen Herrenhauses und 1875 bis 1885 im Provinziallandtag der Provinz Westfalen.

## Familie
Erbprinz Ludwig heiratete am 16. Mai 1867 auf Burg Steinfurt Prinzessin Marie Luitgarde zu Bentheim und Steinfurt (1843–1931), Tochter des Fürsten Ludwig zu Bentheim und Steinfurt (1812–1890). Aus dieser Ehe gingen fünf Kinder hervor:
- August (1868–1948), ledig
- Elisabeth (1869–1963), ledig
- Marie (1871–1961), ledig
- Georg (1873–1960), ⚭ 22. April 1913 in morganatischer Ehe mit Marie geb. Rühm (1892–1975),
- Wilhelm (1877–1958), ⚭ 25. September 1928 in morganatischer Ehe mit Clara Maria Schäfer (1894–1978).

Sein ältester Sohn August zu Sayn-Wittgenstein-Hohenstein folgte ihm 1912 als 4. Fürst zu Sayn-Wittgenstein-Hohenstein.